# 华南赤车
华南赤车（学名：Pellionia grijsii）为荨麻科赤车属下的一个种。

## 扩展阅读
- 維基物種上的相關：华南赤车